# Diabetische Nephropathie

Noduläre Glomerulosklerose

Die diabetische Nephropathie (Nephropathia diabetica; diabetische Niereninsuffizienz), auch Kimmelstiel-Wilson-Syndrom (bei Diabetes mellitus Typ 1), interkapilläre Glomerulonephritis, noduläre Glomerulosklerose oder diabetische Glomerulosklerose, ist eine progressive Nierenerkrankung aufgrund einer Angiopathie der Kapillaren des Nierenkörperchens. Das charakteristische histologische Merkmal ist eine knötchenförmige (lateinisch: noduläre) Bindegewebsvermehrung (noduläre Sklerose). Ursache der diabetischen Nephropathie ist ein langjähriger Diabetes mellitus. Die diabetische Nephropathie ist in Deutschland die häufigste Ursache eines dialysepflichtigen Nierenversagens.

## Geschichte
Das Syndrom wurde von dem britischen Arzt Clifford Wilson (* 27. Januar 1906, † 10. November 1997) und dem aus Deutschland stammenden und später in den USA lebenden Arzt Paul Kimmelstiel (1900–1970) entdeckt und 1936 zum ersten Mal publiziert. Früher sprach man auch von der extrakapillären diabetischen Glomerulohyalinose, „fast ausschließlich im Rahmen des diabetischen Spätsyndroms (Mikroangiopathia diabetica),“ und von der intercapillären Glomeroloslerose.
Gerd Harald Herold führte 1981 das nephrotische Syndrom ätiologisch auf den Diabetes mellitus zurück und sah die chronisch interstitielle Nephropathie als Folge von Stoffwechselstörungen. „Diese bunte Auflistung zeigt, wie wenig im Einzelfall bisher bekannt ist.“ 2022 führt er die diabetische Nephropathie pathogenetisch auf eine Glomerulosklerose zurück; hier galt der Pathomechanismus als „komplex“. „Die Ätiologie und Pathogenese der diabetischen Nephropathie ist [sic] noch weitgehend unklar.“
Ähnlich spricht auch Wolfgang Piper in seinem Lehrbuch der diabetischen Nephropathie die Eigenständigkeit ab, wenn er sie als diabetische Glomerulosklerose und damit als eine Form des nephrotischen Syndroms definiert. Der Brockhaus erklärt die diabetische Nephropathie sogar als eine der Ursachen des nephrotischen Syndroms. Wegen dieser verwirrenden Nomenklatur wurde schon 1951 vorgeschlagen, „richtiger vom klinischen Syndrom der diabetischen Nephropathie“ statt nur von der diabetischen Nephropathie als eigenständiger Krankheit zu sprechen.
Der Insulinmangel beim Diabetes mellitus kann durch eine Pankreastransplantation behoben werden, die Niereninsuffizienz kann mit einer Nierentransplantation verbessert werden. Aus diesen Überlegungen wurden sogenannte Doppeltransplantationen von Pankreas und Niere durchgeführt. Anfangs wurde die Lebenserwartung dadurch jedoch sogar weiter verkürzt.

## Epidemiologie
Eine diabetische Nephropathie kann bei Patienten mit langjährig schlecht eingestelltem Diabetes mellitus (d. h. dauerhaft zu hohe Blutzuckerwerte) auftreten, unabhängig von der Ursache der diabetischen Stoffwechselstörung.
Die Erkrankung ist progredient und kann, falls sie nicht behandelt wird, innerhalb von zwei bis drei Jahren nach dem Auftreten der ersten Veränderungen zum nahezu vollständigen Verlust der filtrativen Nierenfunktion führen. In Deutschland war im Jahr 2005 die diabetische Nephropathie mit einem Anteil von 35 % häufigste Ursache einer neu aufgetretenen dialysepflichtigen Niereninsuffizienz. In Entwicklungsländern ist in den letzten Jahren vor allem in ärmeren Schichten bei Übernahme eines westlichen Lebensstils mit billiger, energiereicher Nahrung und Bewegungsmangel ein dramatischer Anstieg des Diabetes mellitus Typ 2 und damit der diabetischen Nephropathie zu beobachten. Da in diesen Ländern eine Dialysebehandlung nicht allgemein zur Verfügung steht, kommt die Diagnose meist einem Todesurteil gleich. Besonders betroffen sind Indien und China.
Die Angaben zur Häufigkeit der Glomerulosklerose bei Diabetikern schwanken stark. Bei Obduktionen findet man entsprechende histologische Veränderungen in 7,3 bis 66 Prozent der Fälle, bei Biopsien in bis zu 93 Prozent der Fälle. Lineare Beziehungen (Proportionalität) zwischen dem Schweregrad der feingeweblichen Veränderungen und der Schwere der Niereninsuffizienz werden nicht beschrieben. Ebenso gibt es keine Hinweise für eine Proportionalität zwischen dem durchschnittlichen Blutzuckerspiegel (HbA1c) und dem Stadium der Niereninsuffizienz. Die Prävalenz von Nierenversagen beträgt beim Diabetes mellitus Typ 1 40 % und beim Typ 2 20–30 %. Also etwa 70 Prozent aller Diabetiker entwickeln keine Nephropathie. „Ungefähr 40 % aller Patienten mit Typ-1- oder Typ-2-Diabetes entwickeln eine diabetische Nephropathie.“

## Pathologie
Veränderungen an den Nierenkörperchen (Glomerulum) treten bei Patienten mit langjährigem Diabetes bereits vor dem Nachweis von Albumin im Urin auf. Andererseits „sind einige Patienten mit der Kimmelstiel-Wilson-Läsion beschrieben worden, bei denen kein Diabetes mellitus nachgewiesen werden konnte. Die exsudativen Veränderungen können bei verschiedenen anderen Nierenkrankheiten angetroffen werden.“
2010 wurde eine Klassifikation der diabetischen Nephropathie nach Schweregrad der histologisch nachweisbaren Gewebsveränderungen veröffentlicht:
- Klasse I: Verdickung der glomerulären Basalmembran (bei Frauen auf >395 nm, bei Männern auf >430 nm).[24]
- Klasse IIa: Milde Verbreiterung in mehr als 25 % des beobachteten Mesangiums (Bindegewebe zwischen den Kapillarschlingen des Nierenkörperchens): Das Mesangium ist nicht breiter als das Lumen der Kapillarschlingen.[25]
- Klasse IIb: Schwere Verbreiterung in mehr als 25 % des beobachteten Mesangiums: Das Mesangium ist breiter als das Lumen der Kapillarschlingen.
- Klasse III: Noduläre Sklerose: Mindestens eine typische knötchenförmige (noduläre) Vernarbung (Sklerose) der Kapillarschlingen mit Einlagerung von strukturlosem Material (Hyalin) (klassische Kimmelstiel-Wilson-Läsion).
- Klasse IV: Fortgeschrittene diabetische Glomerulosklerose: Mehr als 50 % der Nierenkörperchen sind komplett vernarbt.

Diese Klassifizierung (vier Klassen) erfolgt unabhängig von der Stadieneinteilung der chronischen Niereninsuffizienz (fünf Stadien).

## Pathogenese
„Die Mechanismen, mittels derer die chronische Hyperglykämie zum terminalen Nierenversagen führt, sind nicht vollständig verstanden.“ Es werden mehrere Ursachen diskutiert, die zur diabetischen Nephropathie führen können:
- Eine Erweiterung der Nierengefäße oder Druck durch hyaline Ablagerungen führen zu einer Druckerhöhung innerhalb des Nierenkörperchens, dadurch kommt es zu einer vermehrten Filtration (Hyperfiltration), dies wiederum führt zur Vernarbung des Nierenkörperchens (Nephrosklerose).
- Der erhöhte Blutzuckerspiegel führt zu vermehrter Ablagerung von Zwischenzellsubstanz (Matrix) im Nierenkörperchen, zusätzlich bindet Glukose an die Matrix-Proteine.
- Der erhöhte Blutzuckerspiegel führt auch zur Bindung von Glukose an Gewebs-Proteine.
- Eine Vielzahl von Wachstums- und Differenzierungsfaktoren scheint bei der Entstehung einer diabetischen Nephropathie beteiligt zu sein, von besonderer Bedeutung sind TGF-β und VEGF (Vascular Endothelial Growth Factor). Zweiteres spielt vermutlich eine wesentliche Rolle durch die Erhöhung seiner systemischen Konzentration.[27] Auch inflammatorische Zytokine, insbesondere Interleukin-1, Interleukin-6, Interleukin-18 und TNF-α sind an Entstehung und Progression der diabetischen Nephropathie beteiligt.[28]
- Das Struktureiweiß Nephrin, welches die letzte und selektivste Filtrations-Membran der dreischichtigen Blut-Harn-Schranke bildet, ist bei diabetischer Nephropathie vermindert.
- Erhöhter Blutzucker und die Hyperfiltration bewirken eine erhöhte Expression des Glukosetransporters GLUT-1 in den Mesangiumzellen des Nierenkörperchens. Dies führt zu vermehrter Glukoseaufnahme und überschießender Aktivierung glukoseabhängiger Stoffwechselwege. Folge ist letztendlich eine erhöhte Bildung von TGF-β. Die Hochregulation von TGF-β fördert die überschießende Produktion extrazellulärer Matrix. Zudem fördert TGF-β die Expression von GLUT1 und unterhält so den Pathomechanismus.[29]
- Erhöhter Blutzucker hemmt die Expression von Thrombomodulin in den Endothelzellen der Nierenkörperchen. Thrombomodulin aktiviert Protein C. Aktiviertes Protein C verhindert den durch die Hyperglykämie ausgelösten programmierten Zelltod (Apoptose) von Endothelzellen und Podozyten des Nierenkörperchens. Sinkt die Thrombomodulin-Expression, kommt es so zu einem vermehrten Untergang von Nierenkörperchen.[30]

Bei der diabetischen Nephropathie handelt es sich nicht um eine einheitliche Erkrankung mit einheitlichen histologischen Befunden. Letztlich sind also die Pathogenese der diabetischen Folgeerkrankungen und damit auch der eigentliche Mechanismus der organischen Fehlfunktionen bei chronischen Hyperglykämien nach wie vor unbekannt.
Ein deutlich erhöhtes kardiovaskuläres Risiko von Zuckerkranken als Definitionskriterium der diabetischen Nephropathie führt auf dem Weg zum Beispiel über die koronare Herzkrankheit mit entsprechender Herzinsuffizienz zur Reduktion von HZV und GFR. Deswegen schrieb man schon früh in die Leitlinien zum Diabetes mellitus: „Eine Screening-Untersuchung [hinsichtlich einer diabetischen Nephropathie] ist nicht sinnvoll bei Vorliegen von Herzinsuffizienz.“

## Mikroalbuminurie
Das früheste Anzeichen einer diabetischen Nephropathie ist der Nachweis einer erhöhten Ausscheidung von Albumin im Urin. Im Normalfall scheiden die Nieren 20 mg Albumin innerhalb von 24 Stunden aus (Normalbuminurie). Die Ausscheidung von 30 bis 300 mg Albumin pro Tag wird als Mikroalbuminurie bezeichnet, die Ausscheidung von über 300 mg Albumin pro Tag als Makroalbuminurie oder Proteinurie. Eine Mikroalbuminurie ist mit herkömmlichen Urinteststreifen nicht nachweisbar. Goldstandard ist die Bestimmung des Albumins in Urin, der über 24 Stunden gesammelt wurde (Sammelurin). Durch gleichzeitige Bestimmung von Albumin und Kreatinin im Urin und Berechnung des Albumin-Kreatinin-Quotienten kann auf das Urinsammeln verzichtet werden: Mikroalbuminurie ist definiert durch einen Albumin/Kreatinin-Quotienten von 30 bis 300 mg/g, Makroalbuminurie durch einen Albumin/Kreatinin-Quotienten >300 mg/g. Zur Früherkennung werden spezielle Teststreifen zum Nachweis geringer Albuminkonzentrationen im Urin eingesetzt (sogenannter Mikraltest).

## Früherkennung und Diagnose
Bei Patienten mit Diabetes mellitus kann eine chronische Nierenkrankheit durch eine diabetische Nephropathie, aber auch durch andere Nierenkrankheiten hervorgerufen werden. Daher sollte bei Patienten mit Diabetes mellitus und Nierenerkrankung nach der Ursache der Nierenbeteiligung gesucht werden.
Diabetiker sollten jährlich auf das Vorhandensein einer diabetischen Nephropathie untersucht werden, sofort nach Diagnose eines Typ 2 Diabetes und ab dem fünften Jahr nach Diagnose eines Typ 1 Diabetes.
Im Rahmen der Früherkennungsuntersuchung werden der Albumin/Kreatinin-Quotient im Urin und das Kreatinin im Serum bestimmt. Aus dem Serum-Kreatinin wird mit Hilfe einer Näherungsformel die glomeruläre Filtrationsrate (GFR) als Maß der Nierenfunktion geschätzt. Wird in zwei von drei Urinproben eine Mikro- oder Makroalbuminurie festgestellt, liegt eine chronische Nierenschädigung vor. Eine diabetische Nephropathie liegt mit großer Wahrscheinlichkeit vor bei Makroalbuminurie, bei Mikroalbuminurie nach mindestens zehnjähriger Dauer eines Typ 1 Diabetes oder bei Mikroalbuminurie und gleichzeitig bestehender diabetischer Netzhautschädigung (diabetische Retinopathie).
Liegt keine diabetische Retinopathie vor, sollte an eine andere Ursache der Nierenschädigung gedacht werden; eine nierenbioptische Abklärung wurde empfohlen. Eine andere Ursache kommt auch in Betracht bei schlechter oder sich schnell verschlechternder Nierenfunktion, bei schnell ansteigender Eiweißausscheidung (Proteinurie) oder beim nephrotischem Syndrom, bei nicht behandelbarem Bluthochdruck, bei roten Blutkörperchen (Erythrozyten) oder Erythrozytenzylindern im Urin, bei Anzeichen oder Symptomen von anderen Systemerkrankungen oder bei einem Abfall der glomerulären Filtrationsrate um mehr als 30 % innerhalb von zwei bis drei Monaten nach Beginn einer Behandlung mit einem ACE-Hemmer oder einem AT1-Antagonisten.

## Risikofaktoren
Nicht alle Diabetiker entwickeln eine diabetische Nephropathie. Familienuntersuchungen zeigen einen starken Einfluss der Erbanlagen (genetische Prädisposition). Männer tragen ein höheres Risiko als Frauen. Das Erkrankungsrisiko steigt bei schlechter Einstellung des Blutzuckers. Ist eine diabetische Nephropathie bereits eingetreten, hängt der weitere Verlauf in erster Linie von einer konsequenten Senkung des Blutdrucks ab. Eine Stoffwechseloptimierung sollte zusätzlich angestrebt werden. Der Anstieg der Eiweißausscheidung im Urin zeigt das Voranschreiten der Erkrankung an. Eine Halbierung der Eiweißausscheidung durch eine medikamentöse Therapie halbiert das Risiko eines Nierenversagens. Weitere Risikofaktoren sind erhöhte Blutfettwerte und ein Nikotinabusus.

## Verlauf der Erkrankung
Zehn Jahre nach Erkrankungsbeginn ist bei 25 % aller Diabetiker eine Mikroalbuminurie, bei 5 % eine Proteinurie und bei 0,8 % eine Nierenfunktionseinschränkung nachweisbar. Wird die Nierenfunktionseinschränkung nicht behandelt, schreitet sie im Allgemeinen schnell fort. Das dialysepflichtige Endstadium wird im Median innerhalb von 25 Jahren erreicht.

## Hyperfiltration
Bis zu 70 % der Patienten mit Typ-1 und Typ-2-Diabetes entwickeln früh während ihrer Erkrankung eine erhöhte glomeruläre Filtration bis zu 180 ml/min (normal 120 ml/min), was besonders bei einer schlechten Einstellung des Glukosestoffwechsels hervor sticht. Sowohl der Druckgradient im Glomerulum, wie auch die Filtrationsfläche und Permeabilität sind beim frühen Diabetes verändert. Aber es ist nicht nachgewiesen, dass diese Hyperfiltration Ursache einer Diabetischen Nephropathie ist. Sie ist lediglich ein Risikofaktor.
Patienten mit einer Hyperfiltration haben laut einer Metaanalyse ein 2,7-faches Risiko, an einer diabetischen Nephropathie zu erkranken. Im weiteren Verlauf der Diabetischen Nephropathie entwickelt sich eine Hypofiltration, also eine Verminderung des im Glomerulum gebildeten Primärharns.

## Stadieneinteilung
| Stadium | Einteilung nach Mogensen | Einteilung nach KDOQI (GFR ml/min/1,73 m²) |
| ------- | ------------------------ | ------------------------------------------ |
| 1       | Hyperfiltration          | ≥ 90                                       |
| 2       | Normoalbuminurie         | 60–89                                      |
| 3       | Mikroalbuminurie         | 30–59                                      |
| 4       | Makroalbuminurie         | 15–29                                      |
| 5       | Nierenversagen           | < 15                                       |

Die diabetische Nephropathie kann sowohl nach dem Ausmaß der Eiweißausscheidung als auch nach der Nierenfunktionseinschränkung eingeteilt werden. In der Stadieneinteilung nach Mogensen von 1983 ist die Hyperfiltration das früheste Stadium. Mit Fortschreiten der Erkrankung kommt es zu einer Pseudonormalisierung der Nierenfunktion. In diesem Stadium ist die Nierenfunktion normal, eine Eiweißausscheidung ist nicht nachweisbar. Bei der feingeweblichen Untersuchung einer Nierenprobe finden sich aber charakteristische morphologische Veränderungen. Stadium 3 ist charakterisiert durch das Auftreten einer Mikroalbuminurie, Stadium 4 durch eine Proteinurie von > 0,5 g/d und im Stadium 5 ist die Notwendigkeit der chronischen Dialysebehandlung gegeben.
Die Stadieneinteilung der KDOQI von 2002 teilt die chronische Nierenkrankheit nach der glomerulären Filtrationsrate in fünf Stadien ein.
Häufig geht dem Abfall der Nierenfunktion ein Anstieg der Eiweiß-Ausscheidung voraus, bei ca. einem Drittel der Patienten kommt es aber zu einem zunehmenden Verlust der Nierenfunktion, ohne dass zuvor eine erhöhte Eiweiß-Ausscheidung nachgewiesen werden konnte.
Eine neuere Stadieneinteilung der diabetischen Nephropathie klassifiziert folgendermaßen:
- Nierenschädigung mit normaler Nierenfunktion (Kreatinin-Clearance über 90 ml/min)
  - Mikroalbuminurie (Albumin-Ausscheidung 20–200 mg/l)
  - Makroalbuminurie (Albumin-Ausscheidung über 200 mg/l)
- Nierenschädigung mit Niereninsuffizienz (Kreatinin-Clearance unter 90 ml/min)
  - leichtgradig (Kreatinin-Clearance 60–89 ml/min)
  - mäßiggradig (Kreatinin-Clearance 30–59 ml/min)
  - hochgradig (Kreatinin-Clearance 15–29 ml/min)
  - terminal (Kreatinin-Clearance unter 15 ml/min)[46]

## Symptome
- Im Stadium der Mikroalbuminurie und im frühen Stadium der Proteinurie bestehen keine Beschwerden, es kann allerdings zu einem Blutdruckanstieg kommen. In diesem Stadium kann die Erkrankung nur durch Bestimmung der Mikroalbuminurie erkannt werden.
- Steigt die Eiweißausscheidung (Proteinurie) im Verlauf der Erkrankung weiter an, kann es zum Auftreten eines nephrotischen Syndroms kommen. Das nephrotische Syndrom ist definiert durch eine renale Eiweißausscheidung von über 3,5 g innerhalb von 24 Stunden, durch Wassereinlagerungen in den Geweben (Ödeme) und durch erhöhte Blutfette (Hyperlipidämie). Als sichtbare Folge des erhöhten Eiweißgehaltes für den Patienten schäumt der Urin. Die Wassereinlagerungen führen zu Schwellungen vorwiegend im Bereich der Beine und Augenlider, durch die Wassereinlagerungen kommt es zum Gewichtsanstieg. Als Komplikationen können Blutgerinnsel (Beinvenenthrombosen) und Harnwegsinfekte auftreten.
- Im weiteren Verlauf der Erkrankung kommt es zum chronischen Nierenversagen. Bereits im Stadium der Mikroalbuminurie ist das Risiko lebensbedrohlicher Komplikationen des Herz-Kreislauf-Systems erhöht und steigt mit zunehmender Nierenfunktionseinschränkung dramatisch an. Symptome des chronischen Nierenversagens treten erst im Endstadium der Urämie auf. Das urämische Syndrom äußert sich in abnehmender Leistungsfähigkeit, allgemeinem Unwohlsein, Müdigkeit, Juckreiz, Appetitlosigkeit, Übelkeit und Erbrechen.

## Prävention und Therapie
Zur Vorbeugung (Prävention) einer diabetischen Nephropathie werden folgende Maßnahmen empfohlen:
- Strikte Einstellung des Blutzuckers, gegebenenfalls Einstellung auf eine intensivierte Insulintherapie. Zur Therapiekontrolle wird im Blut der HbA1c-Wert bestimmt. Dieser sollte unter 6,5–7,5 % liegen, je nach Alter und Begleiterkrankungen des Patienten.[47]
- Medikamentöse Senkung des Blutdrucks auf Werte unter 130/80 mmHg. Als Mittel der ersten Wahl werden ACE-Hemmer oder AT1-Antagonisten empfohlen, üblicherweise in Kombination mit einem Diuretikum. Selbst bei Patienten mit einem Ausgangsblutdruck von unter 120/80 mmHg kann eine weitere Senkung des Blutdrucks das Risiko einer diabetischen Nephropathie weiter vermindern.[49]
- Vorbeugung gegen Herz-Kreislauf-Komplikationen durch Senkung der Blutfette (zum Beispiel durch Gabe eines Statins) und durch die Einnahme von niedrig dosierter Acetylsalicylsäure (ASS).

Die Behandlung (Therapie) der diabetischen Nephropathie verfolgt im Wesentlichen zwei Ziele:
- Senkung des Risikos von Herz-Kreislauf-Komplikationen wie Herzinfarkt oder Schlaganfall,
- Hemmung des Fortschreitens (der Progredienz) einer Nierenfunktionseinschränkung.

Der günstige Einfluss von ACE-Hemmern und AT1-Antagonisten wird durch eine Hemmung von Hyperfiltration und Narbenbildung im Nierenkörperchen erklärt. Liegt die Eiweißausscheidung über 1 g/24h, sollte der Blutdruck sogar auf Werte unter 125/75 mmHg gesenkt werden. Behandlungsziel ist, die Eiweißausscheidung unter 0,5–1 g/24h zu senken, da eine höhere Eiweißausscheidung zu einer fortschreitenden Verschlechterung der Nierenfunktion führt. Ist dieses Therapieziel mit konventionellen Maßnahmen nicht zu erreichen, wurde früher sogar eine Kombination von ACE-Hemmern und AT1-Antagonisten oder auch eine Behandlung in sehr hoher Dosierung empfohlen. Möglicherweise hat auch eine Kombinationsbehandlung bestehend aus AT1-Antagonist und Aliskiren einen günstigen Effekt. Allerdings ist die Kombinationsbehandlung von Aliskiren mit AT1-Antagonisten oder ACE-Hemmern seit Februar 2012 aufgrund der Resultate der ALTITUDE-Studie kontraindiziert. Liegt eine Makroalbuminurie vor, soll sogar bei normalem Blutdruck mit einem ACE-Hemmer oder AT1-Antagonisten behandelt werden, bei Mikroalbuminurie sollte diese Behandlung zumindest in Betracht gezogen werden. Therapieziel bei Patienten mit diabetischer Nephropathie und normalem Blutdruck ist die Senkung der Albumin-Ausscheidung im Urin.
In den ersten vier Stadien einer diabetischen Nierenerkrankung sollte das LDL-Cholesterin auf Werte unter 100 mg/dl (optional <70 mg/dl) gesenkt werden, Mittel der ersten Wahl ist ein Statin. Wird bei Patienten mit Typ 2 Diabetes die Therapie mit einem Statin erst im dialysepflichtigen Stadium 5 der Nierenerkrankung begonnen, hat die medikamentöse Senkung der Blutfette allerdings keinen Nutzen mehr.
Patienten mit diabetischer Nierenerkrankung sollten die tägliche Eiweißzufuhr moderat einschränken, empfohlen wird die Zufuhr von 0,8 g Eiweiß pro kg Körpergewicht. Das Körpergewicht sollte normalisiert werden, anzustreben ist ein Body-Mass-Index zwischen 18,5 und 24,9 kg/m².
Gegebenenfalls muss die Medikation angepasst werden. Die Patienten mit Diabetes und Nierenbeteiligung können aktiv zum Behandlungserfolg beitragen durch
- regelmäßige Blutzuckerselbstkontrollen,
- regelmäßige Blutdruck-Selbstkontrollen,
- Einhaltung der Ernährungsempfehlungen (geringer Anteil tierischer Fette, natriumreduzierte Kost),
- Einstellung des Rauchens,
- regelmäßige körperliche Betätigung und
- regelmäßige Medikamenteneinnahme.

Sinkt die Nierenfunktion unter 60 % der Norm, können Störungen des Knochenstoffwechsels, der Blutbildung, des Säure-Basen- und des Elektrolythaushalts auftreten. Zu Vorbeugung und zur Therapie dieser Folgekrankheiten siehe Chronisches Nierenversagen.
Bei einer filtrativen Nierenfunktion von unter 15 % der Norm wird ein Nierenersatzverfahren notwendig, zur Auswahl stehen eine Blutwäsche (Hämodialyse), die Bauchfelldialyse (Peritonealdialyse) oder eine Transplantation. Bei Patienten mit Diabetes mellitus Typ 2 kommt bei den Transplantationen die Nierentransplantation in Frage, bei Patienten mit einem Diabetes mellitus Typ 1 ist unter Umständen auch die kombinierte Transplantation von Niere und Pankreas (Bauchspeicheldrüse) möglich.
Seit 2021 ist mit dem nichtsteroidalen Mineralokortikoidrezeptorantagonisten (MRA) Finerenon (Handelsname: Kerendia®) von der Firma Bayer AG eine neue Therapieoption bei chronischer Niereninsuffizienz beim Typ-2-Diabetes verfügbar. Das Anwendungsgebiet umfasst die Reduktion des Risikos für einen Rückgang der filtrativen Nierenfunktion, eines Nierenversagens, eines kardiovaskulären Todes, nicht tödlicher Herzinfarkte und eines Krankenhausaufenthaltes wegen Herzinsuffizienz bei erwachsenen Patienten mit chronischer Niereninsuffizienz (chronic kidney disease) in Verbindung mit einem Typ-2-Diabetes.

## Kritik
„Die Vermengung der Begriffe der Kimmelstiel-Wilson-Läsion und des gleichzeitig von den gleichen Autoren beschriebenen klinischen Syndroms führt zu Mißverständnissen, insbesondere da dieses klinische Syndrom nach neueren Untersuchungen besser mit der diffusen Läsion korreliert. Die Entwicklung der Nephropathie würde dann unabhängig vom Insulinmangel ablaufen und nur ein Syndrom innerhalb eines weiter zu fassenden Krankheitsbildes sein.“ An der ursächlichen Bedeutung der Zuckerkrankheit für die diabetische Nephropathie wurde 1968 gezweifelt.
Mitunter wird in der Fachliteratur die Niereninsuffizienz sogar als atherogene Noxe bezeichnet. Nach dieser Theorie würde die Niereninsuffizienz „die Atherogenese stark beschleunigen.“ Der Pathomechanismus bleibt auch hier unklar.

## Schwangerschaft und diabetische Nephropathie
Schwangerschaften bei Patientinnen mit diabetischer Nephropathie sind Hochrisikoschwangerschaften und sollten multidisziplinär (Gynäkologe, Diabetologe, Nephrologe) betreut werden. ACE-Hemmer oder AT1-Antagonisten können, vor Beginn der Schwangerschaft eingenommen, das mütterliche und das fetale Risiko vermindern. Beide Substanzklassen müssen aber sofort nach der ersten ausgefallenen Periodenblutung oder nach einem positiven Schwangerschaftstest abgesetzt werden, da sie, während einer Schwangerschaft eingenommen, das Risiko kindlicher Fehlbildungen erhöhen. Ist bei einer Patientin mit Diabetes und Nierenkrankheit eine medikamentöse Therapie des Diabetes mellitus während einer Schwangerschaft erforderlich, muss diese mit Insulin erfolgen. Zur Blutdruckeinstellung wird in erster Linie Alpha-Methyldopa verwendet, Alternativsubstanzen sind Selektive β-1-Rezeptorblocker oder Dihydralazin.